# Láncfűrész
A láncfűrész egy hordozható motoros fűrész, melynek energiáját elektromosság, sűrített levegő, hidraulikus meghajtás vagy leggyakrabban egy kétütemű motor szolgáltatja. Leginkább az erdőgazdálkodásban használatos a fák lombozatának vagy ágainak lefűrészelésére, erdőtüzek esetén tűzgátak létrehozására, egyébként pedig a tűzifa begyűjtésére és aprítására. Bizonyos különleges kialakítású láncfűrészek alkalmasak fa- ill. jégszobrok készítésére. Speciális láncfűrészek léteznek a beton darabolására is.

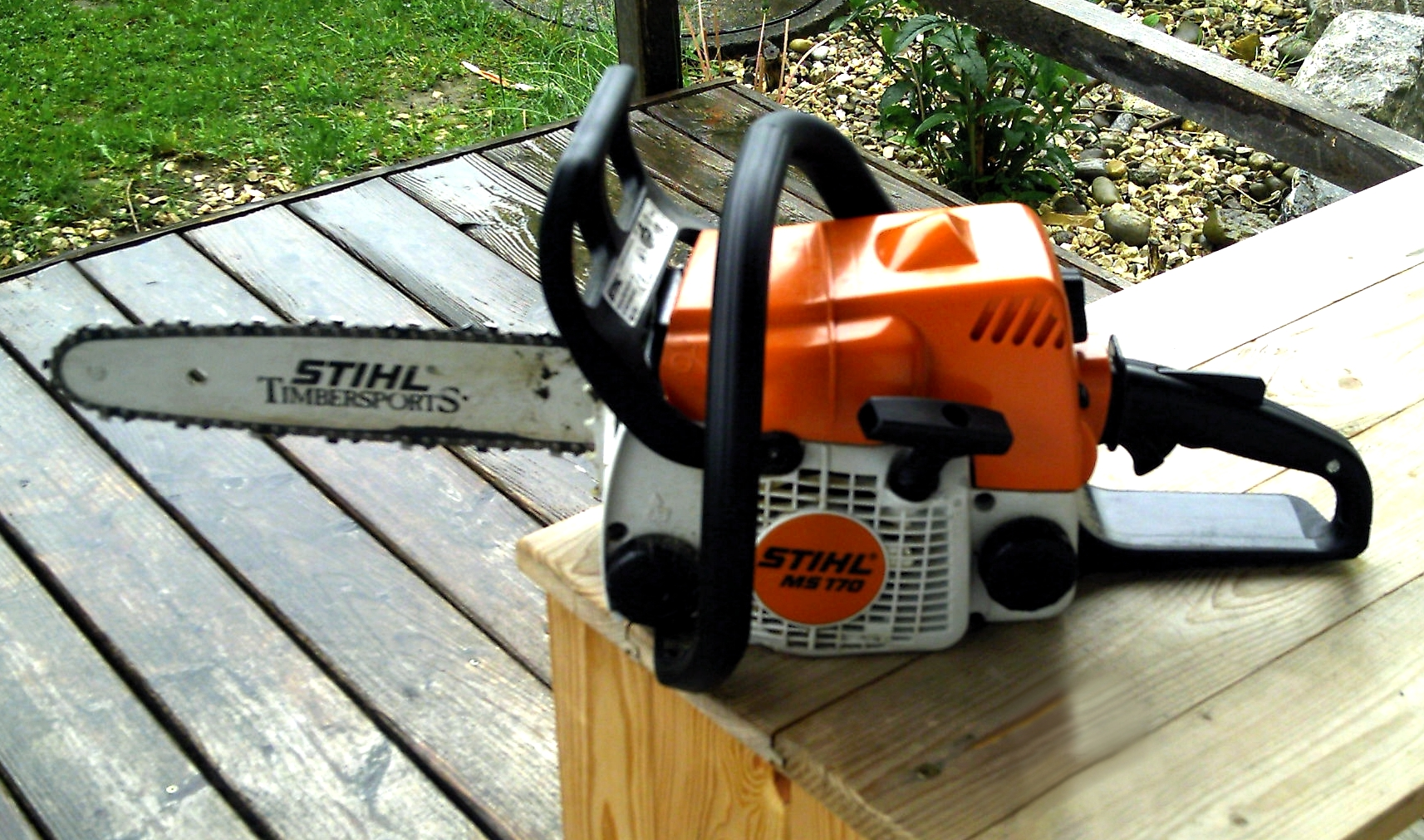
Stihl láncfűrész

 Hangerő: kb. 100 db.

## Felépítés
A láncfűrész több részből áll:
- motor – általában kétütemű benzinmeghajtású belső égésű motor 30-120 cm³ hengerűrtartalommal vagy elektromotor
- meghajtó mechanizmus – centrifugális tengelykapcsoló és fogaskerék
- vezetőlemez – egy megnyújtott kopásálló lekerekített végű 40-90 cm hosszú ötvözött acél elem, melynek kerülete mentén halad végig a lánc
- lánc – általában minden egyes láncszem (mely hasonlóan a kerékpárlánchoz, összeszegecselt fémalkatrészekből készült, azonban hengerek nélkül) egy apró éles vágófogat tartalmaz. A fogak anyaga legtöbbször krómozott acél, két éllel rendelkeznek a fűrész alsó és felső oldalán egyaránt. A kereskedelemben különféle formájú és fajtájú láncok kaphatók, tekintettel a hosszra, vastagságra, a láncszemek méretére, a fogak elhelyezkedésére, stb.

A motor a láncot a centrifugális tengelykapcsoló segítségével mozgatja, állandó összeköttetésben tartva őket egymással. A láncfűrész feltalálása óta nagyban változott a felépítése, egyre több biztonsági elemet építenek bele, megfelelve ezzel a modern elvárásoknak.

## Karbantartás
A kétütemű motoros láncfűrészek üzemanyagának általában 2-5% olajat kell tartalmaznia a motor akadálymentes működéséhez, míg az elektromotoros láncfűrészeket elég a gyártáskor megolajozni. Külön tartály szolgál a láncolaj tárolására, melyből a kenőanyag közvetlenül a lánc felületére kerül. A karbantartáshoz hozzátartozik a vágófogak élesen tartása is. Amennyiben vágás közben sziklába vagy fémekbe ütköznek, kopnak.

Időnként a légbeszívó szűrő megtisztítása is javasolt, ugyanis megtelítődhet fűrészporral.

## Biztonság
A szakszerű és biztonságos láncfűrészhasználat magába foglalja a védőöltözet viselését is. Ez azonban nem biztosít száz százalékos védelmet. Leggyakrabban a visszarúgás okoz baleseteket, mikor is a fűrész megakad a fában, a lánc lendülete azonban megmarad, az eszköz az ellenkező irányba mozdul el, kezelőjének pedig komoly sérülést vagy akár halált is okozhat. Szintén veszélyessé válik a helyzet, mikor a levágandó faág elkezd zuhanni, még mielőtt azt teljesen levágta volna a fűrész kezelője. A benzinmeghajtású láncfűrészek szén-monoxidot termelnek, mely főleg zárt térben való használat esetén okozhat problémát.

## Munkamódszerek
- fadöntés – a cél a fa kivágása és ledöntése oly módon, hogy helyes pozícióba kerüljön a gallyazáshoz és a daraboláshoz. Miután a dőlés irányában megtisztították a talajt, a fa kidöntése általában három fő mozzanatból áll. A dőlés irányában két 45°-os szögben elvégzett vágás, majd az egész fatörzs átvágása a másik oldalról.
- gallyazás – magában foglalja a kidöntött fák kisebb-nagyobb ágainak lefűrészelését
- darabolás – a kidöntött fatörzs több részre fűrészelése a könnyebb szállítás majd felhasználás céljából

## Története
A manapság a faiparban használatos láncfűrész elődjét a 18. században két skót orvos, John Aitken és James Jeffray alkotta meg, akik találmányukat saját szakterületükön, az orvoslásban csontfűrészként alkalmazták. A fűrész először Aitken tanulmányában jelent meg 1785-ben, Jeffrey azonban 1790-ben azt állította, hogy ő függetlenül Aitkentől ugyanúgy feltalálta az eszközt, az utókor így mindkettőjük nevét feltalálóként említi.

A 19. század végén a láncfűrész motoros változatai is megjelentek, habár az orvostudományból a Gigli-féle fűrész már kezdte kiszorítani.
Az 1920-as években a német Festo cég már mint a fa darablására alkalmas eszközt gyártotta a láncfűrészt. Megemlítendő Joseph Buford Cox és Andreas Stihl, nevükhöz fűződik az első elektromos láncfűrész összeállítása.

A 30-as évek láncfűrészei nehezen kezelhetőek voltak, kezelésükhöz két személy kellett.

Az 50-es évektől kezdve a láncfűrész fokozatosan egyre kisebb súlyú és praktikusabb lett, ezáltal vált széleskörűen elérhetővé.

## Kő, beton és tégla darabolása
Speciális láncfűrészek léteznek a kő, a beton és a tégla darabolására. Legtöbbször gyémánt szemcsés vágólánccal rendelkeznek. Hidraulikus meghajtásúak, a láncot pedig vízzel hűtik a nagy súrlódás által keletkezett hő elvezetésére. Az ilyen típusú fűrészek főleg az építkezéseken használatosak.

## Fordítás
Ez a szócikk részben vagy egészben a Chainsaw című angol Wikipédia-szócikk fordításán alapul.  Az eredeti cikk szerkesztőit annak laptörténete sorolja fel. Ez a jelzés csupán a megfogalmazás eredetét és a szerzői jogokat jelzi, nem szolgál a cikkben szereplő információk forrásmegjelöléseként.